# Propsephus intermedius
Propsephus intermedius là một loài bọ cánh cứng trong họ Elateridae. Loài này được Girard miêu tả khoa học năm 1996.